# Superpuchar Rosji w piłce siatkowej mężczyzn (2024)
Superpuchar Rosji w piłce siatkowej mężczyzn 2024 – 17. edycja rozgrywek o Superpuchar Rosji zorganizowana przez Wszechrosyjską Federację Piłki Siatkowej (Всероссийская федерация волейбола, ВФВ). Mecz odbył się 4 września 2024 roku w Centrum siatkarskim w Kazaniu. Wzięły w nim udział dwa kluby: mistrz i zdobywca Pucharu Rosji w sezonie 2023/2024 – Zenit Kazań – oraz wicemistrz Rosji – Dinamo Moskwa.
Po raz dziesiąty, jednocześnie drugi raz z rzędu, Superpuchar Rosji zdobył Zenit Kazań. Mecz poświęcony był pamięci siatkarza Niła Fasachowa.

## Drużyny uczestniczące
| Drużyna       | Osiągnięcia w sezonie 2023/2024      |
| ------------- | ------------------------------------ |
| Zenit Kazań   | mistrzostwo i zdobycie Pucharu Rosji |
| Dinamo Moskwa | wicemistrzostwo Rosji                |
| Źródło:       |                                      |

## Mecz
Środa, 4 września 2024

20:00 (UTC+3) – Centrum siatkarskie, Kazań
Sędziowie: Jewgienij Makszanow i Konstantin Gusiew
| Poz.                 | Nr | Zawodnik                | Pkt |
| -------------------- | -- | ----------------------- | --- |
| P                    | 8  | Michaił Łabinski        | 12  |
| Ś                    | 10 | Roman Romanowski        | 3   |
| R                    | 11 | Micah Christenson       | 3   |
| Ś                    | 13 | Aleksiej Kononow        | 10  |
| P                    | 15 | Dmitrij Wołkow          | 6   |
| A                    | 18 | Maksim Michajłow        | 10  |
| L                    | 16 | Ilja Fiodorow           |     |
| Zmiany               |    |                         |     |
| Ś                    | 4  | Artiom Wolwicz          | 9   |
| P                    | 6  | Sam Deroo               | 3   |
| A                    | 9  | Kiriłł Klec             |     |
| Nie weszli na boisko |    |                         |     |
| L                    | 1  | Krotkow Walentin        |     |
| R                    | 7  | Jewgienij Rukawisznikow |     |
| Ś                    | 14 | Dmitrij Szczerbinin     |     |
| P                    | 17 | Władisław Jenin         |     |
| Trener               |    |                         |     |
| Aleksiej Wierbow     |    |                         |     |

| Poz.                 | Nr | Zawodnik            | Pkt |
| -------------------- | -- | ------------------- | --- |
| R                    | 3  | Pawieł Pankow       |     |
| P                    | 9  | Dienis Bogdan       | 8   |
| Ś                    | 13 | Maksim Biełogorcew  | 1   |
| Ś                    | 17 | Fannur Kajumow      |     |
| P                    | 18 | Anton Siomyszew     | 12  |
| A                    | 19 | Cwetan Sokołow      | 5   |
| L                    | 7  | Jewgienij Baranow   |     |
| Zmiany               |    |                     |     |
| Ś                    | 2  | Ilja Własow         | 4   |
| A                    | 5  | Maksim Sapożkow     | 11  |
| Ś                    | 11 | Dmitrij Żuk         | 4   |
| R                    | 21 | Alaksiej Kurasz     |     |
| Nie weszli na boisko |    |                     |     |
| L                    | 1  | Jarosław Podlesnych |     |
| P                    | 10 | Nikita Zudin        |     |
| P                    | 23 | Lauri Kerminen      |     |
| Trener               |    |                     |     |
| Konstantin Briański  |    |                     |     |

| ZEN | Statystyki        | DMO |
| 75  | MAŁE PUNKTY       | 64  |
| 40  | ATAK              | 38  |
| 4   | SERWIS            | 1   |
| 12  | BLOK              | 6   |
| 19  | BŁĘDY PRZECIWNIKA | 19  |

## Wyjściowe ustawienia drużyn
| Wyjściowe ustawienie w 1. secie \| Łabinski Romanowski R. Christenson Wołkow Kononow Michajłow Kajumow Pankow Bogdan Biełogorcew Sokołow Siomyszew \| |
| |
| Łabinski Romanowski R. Christenson Wołkow Kononow Michajłow Kajumow Pankow Bogdan Biełogorcew Sokołow Siomyszew                                       |

| Łabinski Romanowski R. Christenson Wołkow Kononow Michajłow Kajumow Pankow Bogdan Biełogorcew Sokołow Siomyszew |

| Wyjściowe ustawienie w 2. secie \| Romanowski Christenson Wołkow Kononow Michajłow Łabinski Bogdan Biełogorcew Sokołow Siomyszew Własow Pankow \| |
| |
| Romanowski Christenson Wołkow Kononow Michajłow Łabinski Bogdan Biełogorcew Sokołow Siomyszew Własow Pankow                                       |

| Romanowski Christenson Wołkow Kononow Michajłow Łabinski Bogdan Biełogorcew Sokołow Siomyszew Własow Pankow |

| Wyjściowe ustawienie w 3. secie \| Łabinski Romanowski R. Christenson Wołkow Kononow Michajłow Bogdan Biełogorcew Sapożkow Siomyszew Własow Pankow \| |
| |
| Łabinski Romanowski R. Christenson Wołkow Kononow Michajłow Bogdan Biełogorcew Sapożkow Siomyszew Własow Pankow                                       |

| Łabinski Romanowski R. Christenson Wołkow Kononow Michajłow Bogdan Biełogorcew Sapożkow Siomyszew Własow Pankow |

Źródło: 